# Ulrich Lampert
Ulrich Lampert (* 12. Oktober 1865 in Chur; † 2. September 1947 in Freiburg im Üechtland; heimatberechtigt in Fläsch) war ein Schweizer Rechtswissenschaftler.

## Leben
Der Sohn eines Schuhmachers besuchte die protestantische Stadtschule in Chur. Unter dem Einfluss des Churer Domkapitulars Franz Josef Kind trat nach und nach Lamperts ganze Familie vom reformierten zum katholischen Glauben über. Ulrich Lampert besuchte das Gymnasium in Engelberg, Schwyz und Monza. Er studierte Theologie am Borromäum in Mailand und Rechtswissenschaft an den Universitäten Turin, Freiburg im Breisgau, Innsbruck und Würzburg. Von 1890 bis 1893 arbeitete er als Gerichtsschreiber in Wil. Bis 1898 war er Redaktor bei Ostschweizer Zeitungen.
1895 promovierte Lampert in Würzburg. Von 1898 bis 1942 war er Professor für Kirchen-, Staats- und Völkerrecht an der Universität Freiburg (Schweiz). Er war viermal Dekan der Rechts-, Wirtschafts- und Sozialwissenschaftlichen Fakultät und 1907/08 Rektor. Sein Nachfolger auf dem Lehrstuhl wurde 1943 Eugen Isele.
Lampert war ein glühender Antiliberaler. Er verfasste auch zahlreiche Rechtsgutachten. Lampert war 1904 Mitgründer der Freiburger Nachrichten (auch Verwaltungsrat) und 1918 Mitgründer der Hochschulverbindung AV Fryburgia. Er gehörte der Konsultatorenkommission des Codex Iuris Canonici von 1917 an. 1909 wurde er zum Commendatore des Gregoriusordens ernannt.

## Schriften (Auswahl)
- Félix Sardá y Salvany: Der Liberalismus ist Sünde: Brennende Fragen. Nach der 7. Auflage des spanischen Originals in’s Deutsche übertragen von Ulrich Lampert. Mittermüller, Salzburg 1889.
- Zur rechtlichen Behandlung des kirchlichen Eigentums in der Schweiz. Sonderdruck aus: Monatsschrift für christliche Sozialreform. 1904, Heft 1, 2, 4.
- Die kantonalen Kultusbudgets und der Anteil der verschiedenen Konfessionen an denselben vom rechtlichen und rechtshistorischen Standpunkt beleuchtet. Baessler & Drexler, Zürich 1906.
- Die rechtliche Stellung der Landeskirchen in den schweizerischen Kantonen: Rede beim Antritt des Rektorates der Universität Freiburg, Schweiz, gehalten am 15. November 1907. St. Paulus-Druckerei, Freiburg 1907.
- Die kirchlichen Stiftungen Anstalten und Körperschaften nach schweizerischem Recht. Zürich 1912.
- Wie gründet und leitet man Vereine? Darstellung des schweizerischen Vereinsrechtes mit Mustern, Formularen und Gesetzestext (= Orell Füssli’s praktische Rechtskunde. Bd. 9). Orell Füssli, Zürich 1913. Diverse Neuauflagen.
- Die völkerrechtliche Stellung des Apostolischen Stuhles. Petrus-Verlag, Trier 1916.
- Das schweizerische Bundesstaatsrecht: Systematische Darstellung mit dem Text der Bundesverfassung im Anhang. Orell Füssli, Zürich 1918.
- Zur bundesrechtlichen Stellung der Schule. Walter, Olten 1918.
- Die Schulartikel im neuen kirchlichen Gesetzbuch, mit besonderer Berücksichtigung der schweizerischen Verhältnisse. Walter, Olten 1919.
- Die Kunst der Debatte & Polemik. Verlag der Kanisiusdruckerei, Freiburg 1924.
- Die Verfügung über die Konfession und religiöse Erziehung der Kinder nach schweizerischer Gesetzgebung, mit besonderer Rücksicht auf die Stellung des Vormundes und der Heimatbehörden (= Volksbildung. Heft 26). Räber, Luzern 1926.
- Kirche und Staat in der Schweiz: Darstellung ihrer rechtlichen Verhältnisse. 3 Bände. 1929/38/39.